# اولریش فهرنر
اولریش فهرنر (انگلیسی: Ulrich Fahrner؛ زادهٔ تاریخ ورودی نامعتبر است) ورزشکار ورزش تیراندازی اهل سوئیس است.
وی در مسابقات کشوری و بین‌المللی در مجموع برندهٔ ۱ مدال برنز شده‌است.